# Houdini - L'ultimo mago
(Tagline del film)
Houdini - L'ultimo mago (Death Defying Acts) è un film del 2007 diretto da Gillian Armstrong.
Il film, ambientato negli anni venti, ripercorre uno spaccato della vita di Harry Houdini.
Il film è uscito nelle sale italiane il 24 aprile 2009.

## Trama
Nel 1926, Harry Houdini arriva in Scozia per la sua tournée. Allo scopo di demistificare parecchi medium ciarlatani, mette in palio una ingente somma di denaro (10.000 dollari) a chiunque riesca a rivelargli le ultime parole della madre, dette sul letto di morte. Houdini verrà avvicinato dalla sensuale "sensitiva" Mary McGarvie, con figlia al seguito, in un primo momento intenzionata a truffarlo. Fra i due nasce, però, ben presto una storia d'amore. Mary, pur avendo scoperto che la madre di Houdini non avrebbe potuto pronunciare alcuna ultima frase al figlio perché quest'ultimo era lontano per lavoro, non se la sente di approfittarne e rinuncia. Successivamente si scopre che la figlia è la "vera sensitiva", cadendo in trance e rivelando tutto al mago, predicendogli anche la morte per mano di "un angelo dai capelli rossi" .

## Riconoscimenti
- 2008 - Australian Film Institute
  - Candidatura per la miglior fotografia a Haris Zambarloukos

## Curiosità
- Guy Pearce ha dovuto metter su venti chili di massa muscolare: era reduce infatti dal longilineo fisico di Andy Warhol, da lui interpretato in Factory Girl.
- Catherine Zeta-Jones è subentrata nel progetto dopo l'abbandono di Rachel Weisz, rimasta incinta. L'attrice ha accettato di lavorare al film innamorandosi del personaggio, ricevendo un compenso più basso del solito.